# Manigod
Manigod é uma comuna francesa na região administrativa de Auvérnia-Ródano-Alpes, no departamento da Alta Saboia. Estende-se por uma área de 44.12 km². Em 2010 a comuna tinha 1 020 habitantes (densidade: 23,1 hab./km²).